# باتامبانج
باتامبانج هي مدينة، تتبع محافظة باتامبانغ، هي عاصمة محافظة باتامبانغ، بلغ عدد سكانها 130٬000 نسمة، تبلغ مساحتها 293٬000٬000 متر مربع.

## المناخ
يظهر الجدول التالي التغييرات المناخية على مدار السنة لباتامبانج:
| البيانات المناخية لـباتامبانج     | البيانات المناخية لـباتامبانج | البيانات المناخية لـباتامبانج | البيانات المناخية لـباتامبانج | البيانات المناخية لـباتامبانج | البيانات المناخية لـباتامبانج | البيانات المناخية لـباتامبانج | البيانات المناخية لـباتامبانج | البيانات المناخية لـباتامبانج | البيانات المناخية لـباتامبانج | البيانات المناخية لـباتامبانج | البيانات المناخية لـباتامبانج | البيانات المناخية لـباتامبانج | البيانات المناخية لـباتامبانج |
| الشهر                             | يناير                         | فبراير                        | مارس                          | أبريل                         | مايو                          | يونيو                         | يوليو                         | أغسطس                         | سبتمبر                        | أكتوبر                        | نوفمبر                        | ديسمبر                        | المعدل السنوي                 |
| --------------------------------- | ----------------------------- | ----------------------------- | ----------------------------- | ----------------------------- | ----------------------------- | ----------------------------- | ----------------------------- | ----------------------------- | ----------------------------- | ----------------------------- | ----------------------------- | ----------------------------- | ----------------------------- |
| متوسط درجة الحرارة الكبرى °م (°ف) | 31 (88)                       | 33 (92)                       | 35 (95)                       | 36 (96)                       | 34 (93)                       | 33 (91)                       | 32 (89)                       | 32 (89)                       | 31 (88)                       | 30 (86)                       | 30 (86)                       | 30 (86)                       | 32 (90)                       |
| متوسط درجة الحرارة الصغرى °م (°ف) | 19 (67)                       | 21 (70)                       | 23 (73)                       | 24 (76)                       | 24 (76)                       | 24 (76)                       | 24 (76)                       | 24 (76)                       | 24 (75)                       | 23 (74)                       | 22 (72)                       | 20 (68)                       | 23 (73)                       |
| الهطول مم (إنش)                   | 5.1 (0.2)                     | 18 (0.7)                      | 48 (1.9)                      | 86 (3.4)                      | 160 (6.2)                     | 150 (5.8)                     | 150 (6.1)                     | 150 (6.1)                     | 260 (10.2)                    | 220 (8.8)                     | 84 (3.3)                      | 25 (1)                        | 1٬360 (53.7)                  |
| المصدر: Weatherbase               |                               |                               |                               |                               |                               |                               |                               |                               |                               |                               |                               |                               |                               |

## مدن توأم
المدن التوأم:
- ستوكتون، كاليفورنيا.